# Christian Ove Haxthausen
Christian Ove greve Haxthausen (26. maj 1777 i Flensborg – 20. september 1842 i København) var en dansk officer og overhofmarskal.
Han var herre til Tienhausen i Westfalen, søn af gehejmestatsminister, grev Gregers Christian Haxthausen og fødtes 1777 i Flensborg, hvor faderen dengang var amtmand. Fra barndommen af bestemt for soldaterstanden trådte han, efter 1783 at være udnævnt til sekondløjtnant og 1791 til premierløjtnant, i sit 19. år til tjeneste ved Livgarden til Fods, blev 1796 stabskaptajn og 1803 kompagnichef. 1809 forsattes han til danske Livregiment til Fods som major, ved hvilket regiment han derefter forblev – fra 1816 som oberstløjtnant –, indtil han 1826 overgik til aktiv hoftjeneste som hofmarskal og samtidig sattes à la suite i armeen som oberst; 1828 erholdt han afsked som generalmajor. Ved overhofmarskal A.W. Hauchs død 1838 overdroges Haxthausen hofbestyrelsen; 1840 udnævntes han til overhofmarskal. Da han 18. september 1842 ville begive sig fra sine aftrædelsesværelser på Christiansborg Slot ad den forholdsvis mørke stentrappe, der fører til dettes hovedport, snublede han og faldt forover, hvorved han fik en betydelig læsion i hovedet, så at han døde den påfølgende nat. Han var ugift og den sidste greve Haxthausen. 1810 blev han kammerherre, 1828 Kommandør af Dannebrog og 1836 Storkors. Under Ordenskapitlet blev han underfører ved Drabantgarden 1809, ordensskatmester 1834 og ordensmarskal 1840.